# NGC 537
NGC 537 je galaksija u zviježđu Andromeda.

## Vanjske poveznice
- SEDS: NGC 0537